# 植田将太
植田 将太（うえだ しょうた、1997年12月18日 - ）は、大阪府大東市出身のプロ野球選手（捕手）。右投右打。千葉ロッテマリーンズ所属。

## 経歴

### プロ入り前
小学校1年生の頃に野球を始め、オール松原ボーイズに所属。当時の監督である光山英和から指導を受けた。
四條畷学園中学校在学中は生駒ボーイズに所属。3年時にはNOMOジャパンに選出された。
高校は慶應義塾高等学校に進学。同期に津留﨑大成、柳町達、1学年後輩に木澤尚文がいる。
大学は津留﨑、柳町とともに慶應義塾大学に進学。同学年に1年時からレギュラーを掴んでいた郡司裕也がいたこともあり、なかなか出場のチャンスは巡ってこなかったが、3年秋のリーグ戦で代打出場し大学初安打を放った。しかし、冬ごろから右肘痛が悪化して二塁への送球も届かなくなり、4年春にトミー・ジョン手術を受けたため、春秋ともに出場はなく、大学通算1安打に終わった。同期には先述の津留﨑、柳町、郡司のほかに中村健人がいる。
2019年10月17日のドラフト会議で、千葉ロッテマリーンズから育成2位指名を受け、11月27日に支度金300万円、年俸300万円で契約に合意した。慶應義塾大学から育成契約でプロ入りしたのは植田が初めてとなった。背番号は125。
本人が「『野球がもうできないんじゃないか』と不安に思っていた。」と語るように、トミー・ジョン手術後のリハビリ中という異例のドラフト指名であった。

### ロッテ時代
2020年は、イースタン・リーグで35試合に出場し、打率.111だった。
2021年は、一軍の正捕手田村龍弘が故障離脱し、開幕一軍だった吉田裕太・柿沼友哉もそれぞれ故障、新型コロナウイルス感染で離脱したため、佐藤都志也・宗接唯人・江村直也が一軍昇格し、二軍で捕手が本職の選手は植田のみという状況が続いた。東京オリンピックの影響でシーズンが中断された時期には、開催されたエキシビションマッチでは一軍に抜擢され、阪神タイガースの小林慶祐から"一軍初安打"を放ち、盗塁阻止も記録するなどアピールを続けた。その後も二軍で好調だったことから、8月30日に支配下登録されることが発表された。背番号は95。
2022年は、前年に引き続き一軍出場はなかったが、イースタン・リーグで68試合に出場し、1本塁打、11打点を記録した。オフの契約更改は、前年と現状維持の420万円でサインをした。
2023年1月25日、背番号が45に変更となることが発表された。開幕から二軍で好調を維持していたことから、5月30日に一軍に昇格。6月1日の読売ジャイアンツ戦（ZOZOマリンスタジアム）でプロ初出場・初スタメンを果たした。6月19日に登録抹消され、その後は再昇格はなかったものの、この年は4試合に出場した。二軍では打率.253、3本塁打、18打点、得点圏打率.355を記録した。
2024年はイースタン・リーグで39試合に出場するも打率.161に終わり、一軍出場はなかった。
2025年は4月に一軍昇格するも、5月3日に登録抹消された。

## 選手としての特徴
地肩の強さと捕球技術の高さ、そして下半身の柔軟性を生かした全力プレーに定評がある捕手。打撃では思い切りが良く長打力が魅力。

## 詳細情報

### 年度別打撃成績
| 年 度     | 球 団     | 試 合 | 打 席 | 打 数 | 得 点 | 安 打 | 二 塁 打 | 三 塁 打 | 本 塁 打 | 塁 打 | 打 点 | 盗 塁 | 盗 塁 死 | 犠 打 | 犠 飛 | 四 球 | 敬 遠 | 死 球 | 三 振 | 併 殺 打 | 打 率 | 出 塁 率 | 長 打 率 | O P S |
| --------- | --------- | ----- | ----- | ----- | ----- | ----- | -------- | -------- | -------- | ----- | ----- | ----- | -------- | ----- | ----- | ----- | ----- | ----- | ----- | -------- | ----- | -------- | -------- | ----- |
| 2023      | ロッテ    | 4     | 3     | 3     | 0     | 0     | 0        | 0        | 0        | 0     | 0     | 0     | 0        | 0     | 0     | 0     | 0     | 0     | 2     | 0        | .000  | .000     | .000     | .000  |
| 通算：1年 | 通算：1年 | 4     | 3     | 3     | 0     | 0     | 0        | 0        | 0        | 0     | 0     | 0     | 0        | 0     | 0     | 0     | 0     | 0     | 2     | 0        | .000  | .000     | .000     | .000  |

- 2024年シーズン終了時

### 年度別守備成績
| 年 度 | 球 団  | 捕手  | 捕手  | 捕手  | 捕手  | 捕手  | 捕手     | 捕手  | 捕手     | 捕手     | 捕手     | 捕手     |
| 年 度 | 球 団  | 試 合 | 刺 殺 | 補 殺 | 失 策 | 併 殺 | 守 備 率 | 捕 逸 | 企 図 数 | 許 盗 塁 | 盗 塁 刺 | 阻 止 率 |
| ----- | ------ | ----- | ----- | ----- | ----- | ----- | -------- | ----- | -------- | -------- | -------- | -------- |
| 2023  | ロッテ | 4     | 11    | 1     | 0     | 0     | 1.000    | 0     | 0        | 0        | 0        | .---     |
| 通算  | 通算   | 4     | 11    | 1     | 0     | 0     | 1.000    | 0     | 0        | 0        | 0        | .---     |

- 2024年度シーズン終了時[注 1]

### 記録
初記録
- 初出場・初先発出場：2023年6月1日、対読売ジャイアンツ3回戦（ZOZOマリンスタジアム）、「9番・捕手」で先発出場[23]
- 初打席：同上、3回裏に山﨑伊織から空振り三振

### 背番号
- 125（2020年[11] - 2021年8月29日）
- 95（2021年8月30日[13] - 2022年）
- 45（2023年[16] - ）